# Vrancke van der Stockt
Vrancke van der Stockt (Brussel·les, abans de 1420 - 14 de juliol de 1495) fou un dibuixant i pintor flamenc seguidor de Rogier van der Weyden, amb qui probablement va treballar. Les poques obres seves que s'han conservat es poden considerar que són de l'escola dels primitius flamencs.
Van der Stockt va tenir el contacte amb la pintura gràcies a seu pare, el també pintor Jan van der Stockt, de qui va heretar el taller i tot el material necessari per exercir l'ofici el 1445, any en què esdevingué membre del gremi de Sant Lluc. Va ser un seguidor de l'estil de Rogier van der Weyden, de qui molt probablement va ser col·laborador. Quan Rogier va morir el 1464 va passar a ser pintor de la ciutat de Brussel·les, tot i que inicialment s'havia decidit no nomenar cap altre pintor oficial.
Fou magistrat de la ciutat de Brussel·les els anys 1465, 1472 i 1475, i provisor de la Germandat de Sant Eligius entre 1471 i 1473. El 1476 representà a la guilda en un conflicte entre els gremis de pintors i tapissers sobre les competències de cada gremi. Es va casar amb Catharina der Moeyo i va tenir cinc fills.
El seu taller va participar el 1468 en l'excepcional esdeveniment que va suposar per a Bruges el casament de Carles el Temerari i Margarida de York. La retribució de l'artista i els seus tres assistents es trobaven entre les més altes junt amb les del pintor de Tournai Jacques Daret. L'any 1489, Vrancke va fundar amb la seva dona un servei anual "de la mateixa manera que la fundació a favor del comerç de l'esposa del mestre Rogier".
El seu estil és deutor del de Roger van der Weyden, encara que en general els motius perden a la seva pintura la solemnitat i la grandiositat del mestre. Les seves figures són de vegades amanerades en comparació amb l'elegància i la força de Van der Weyden, denotant certs trets estilístics i iconogràfics que revelen una personalitat artística independent. Va realitzar molts dibuixos, alguns d'ells per a fer servir com a cartons per a tapissos, molts dels quals es troben al Museu del Louvre. Va deixar una forta empremta en el panorama artístic de Brussel·les de les darreres dècades del segle xv fruit de la intensa activitat del seu taller, on varen treballar els seus fills Bernard (c. 1469 - 1538) i Michel (c. 1469 - ?) i on es varen formar Jennin Bughier, Hanin Hollande i Henry Genois.

## Obra
Al Museu del Louvre es conserven una vintena dels seus dibuixos; alguns d'ells són simplement esbossos de futures pintures.
| Imatge | Dades                                                                         | Dades |
| --- | ----------------------------------------------------------------------------- | ----- |
| | Tríptic de la redempció                                                       |       |
| c. 1455-1459 | Oli sobre taula 195 x 326 cm                                                  |       |
| Museu del Prado, Madrid |                                                                               |       |
| Al panell central es representa la Crucifixió de Jesús ubicada dins d'un temple gòtic, tal com Van der Weyden va fer en el Retaule dels set sagraments del Museu de Belles Arts d'Anvers. Si Van der Weyden va ubicar els sagraments a les taules laterals, Vrancke els situa en petites escenes a l'arquitrau de la portalada de l'església. El tríptic va ser propietat de Leonor Mascarenas, que el va donar al convent de nostra Senyora dels Àngels que ella va fundar el 1564 a Madrid. El panell de l'esquerra representa l'expulsió d'Adam i Eva del Paradís i el dret al Judici Final. |                                                                               |       |
| | El Judici final                                                               |       |
| 1460 | Oli sobre taula 195 x 326 cm                                                  |       |
| Museu d'Història de la Ciutat. València |                                                                               |       |
| L'obra va estar ubicada a l'ajuntament de València des que va ser adquirida el 1494 pels jurats de la ciutat de València. Cap a l'any 1860, els panells laterals varen ser robats i varen reaparèixer l'any 2003 en un antiquari de Brussel·les; foren adquirits per una entitat bancària que les va lliurar al Ministeri d'Hisenda com a pagament d'impostos. Actualment es troben exposades al Museu de Belles Arts de València, separades de la taula central. L'escena central és un Judici Final amb Crist a sobre d'un arc de Sant Martí formant una deisi amb sant Joan Baptista i la Mare de Déu, que es troben als extrems de l'arc. Sota seu hi ha sant Miquel Arcàngel amb una bàscula per a pesar les ànimes, defensant-se amb una llança de les manipulacions del diable per a desequilibrar l'instrument. L'escena està clarament inspirada per l'obra El Judici Final de Van der Weyden. Està emmarcada en una arquitectura simulada en forma de portalada amb quatre escenes a cada costat sota dosserets de traceria gòtica. Altre cop és patent la influència de Van der Weyden, ja que aquest havia emprat aquest recurs al Retaule de Miraflores i al Retaule de Sant Joan, si bé en grisalla, simulant escultures en pedra. Les vuit escenes representen les set obres de misericòrdia i una dona rentant els peus a un pobre sota la mirada de Jesús; una altra mostra de caritat cristiana. Als extrems superiors d'aquesta taula central hi ha dos medallons amb l'escena del banquet d'Herodes i la de la paràbola de les deu verges, un tema relacionat amb el Judici Final. Les taules laterals mostren els destins dels jutjats: el paradís i l'infern. El primer es mostra com un jardí amb la font de la vida i amb els personatges en direcció ascendent, mentre que en el segon un forat sense fons engoleix els condemnats. Les dues imatges s'inspiren en dues taules de Dirk Bouts de 1450, actualment al Museu de Belles Arts de Lille. |                                                                               |       |
| | El davallament de la Creu                                                     |       |
| s. XV | Oli sobre taula panell central : 62 x 51,5 cm; panells lateral : 53,5 x 28 cm |       |
| Col·lecció privada |                                                                               |       |
| Al panell central hi ha l'escena del davallament de la Creu, clarament inspirada en l'obra de Van der Weyden; al panell esquerre hi figura la sibil·la tiburtina, que comunica la seva visió a l'emperador August; i al panell dret es representa la visió dels tres homes savis. La cara exterior dels panells laterals representen escenes de la llegenda de la Veracreu. A l'esquerra, el descobriment de la Veracreu per Helena de Constantinoble i, a la dreta, l'entrada de la Veracreu a Jerusalem. |                                                                               |       |

| Imatge | Dades | Dades | Imatge | Dades                                                           | Dades                                                           |
| --- | --- | --- | --- | --------------------------------------------------------------- | --------------------------------------------------------------- |
| | El Judici Final (Vista exterior) | El Judici Final (Vista exterior) | | La moneda de Cèsar (Vista exterior del Tríptic de la Redempció) | La moneda de Cèsar (Vista exterior del Tríptic de la Redempció) |
| 1460 | Oli sobre taula 195 x 163 cm | c. 1455-1459 | Oli sobre taula en grisalla 195 x 154 cm |                                                                 |                                                                 |
| Museu de Belles Arts de València | Museu de Belles Arts de València | Museu del Prado (Madrid) | Museu del Prado (Madrid) |                                                                 |                                                                 |
| Es tracta de la part posterior dels panells laterals de El Judici Final i es veuen amb el tríptic tancat. Mostra l'escena d'Adam i Eva expulsats del paradís per l'àngel. | Es tracta de la part posterior dels panells laterals de El Judici Final i es veuen amb el tríptic tancat. Mostra l'escena d'Adam i Eva expulsats del paradís per l'àngel. | Part exterior dels panells laterals del Tríptic de la Redempció. Fa referència al passatge en el qual Jesús diu "al Cèsar el que és del Cèsar i a Déu el que és de Déu" ［Mt 22:17-21］. | Part exterior dels panells laterals del Tríptic de la Redempció. Fa referència al passatge en el qual Jesús diu "al Cèsar el que és del Cèsar i a Déu el que és de Déu" ［Mt 22:17-21］. |                                                                 |                                                                 |
| | Donant agenollat amb Sant Joan | Donant agenollat amb Sant Joan | | Santa Margarida i la donant                                     | Santa Margarida i la donant                                     |
| 1470 | Oli sobre taula 45,7 x 20,8 cm | 1470 | Oli sobre taula 46,04 x 20 cm |                                                                 |                                                                 |
| Allen Memorial Art Museum, Oberlin (Ohio) | Allen Memorial Art Museum, Oberlin (Ohio) | Memory Art Gallery, Universitat de Rochester, Nova York | Memory Art Gallery, Universitat de Rochester, Nova York |                                                                 |                                                                 |
| Obra d'una gran similitud amb el panell esquerre del Retaule de Werl del Mestre de Flémalle. La pintura representa Sant Joan Baptista presentant un donant agenollat en un reclinatori. Les dues figures estan flanquejades per columnes que emmarquen una vista horitzontal amb profunditat. Segons el vestuari del donant, l'obra va ser pintada al voltant de 1470 o lleugerament abans. La figura de Sant Joan s'inspira (amb petites alteracions en la posició del cap i els braços) en la representació d'aquest mateix sant a la Mare de Déu del Mèdici de Rogier van der Weyden, de 1450. La irregular col·locació dels peus del sant és coincident entre ambdues pintures. Al paisatge de fons s'hi representen escenes de la vida de Jesús: el baptisme i les temptacions. L'esposa del donant acompanyada de santa Margarida ocupa un altre panell que es troba al Memory Art Gallery, a Nova York. | Obra d'una gran similitud amb el panell esquerre del Retaule de Werl del Mestre de Flémalle. La pintura representa Sant Joan Baptista presentant un donant agenollat en un reclinatori. Les dues figures estan flanquejades per columnes que emmarquen una vista horitzontal amb profunditat. Segons el vestuari del donant, l'obra va ser pintada al voltant de 1470 o lleugerament abans. La figura de Sant Joan s'inspira (amb petites alteracions en la posició del cap i els braços) en la representació d'aquest mateix sant a la Mare de Déu del Mèdici de Rogier van der Weyden, de 1450. La irregular col·locació dels peus del sant és coincident entre ambdues pintures. Al paisatge de fons s'hi representen escenes de la vida de Jesús: el baptisme i les temptacions. L'esposa del donant acompanyada de santa Margarida ocupa un altre panell que es troba al Memory Art Gallery, a Nova York. | La taula mostra una donant vestida d'època acompanyada per santa Margarida, que es pot reconèixer pels atributs: porta una creu i té un drac als seus peus. És el panell dret d'un tríptic en el qual l'ala esquerra mostra el seu marit presentat pel seu patró. La peça central s'especula que podria haver contingut una escena de la Mare de Déu amb el Nen.                                                                   | La taula mostra una donant vestida d'època acompanyada per santa Margarida, que es pot reconèixer pels atributs: porta una creu i té un drac als seus peus. És el panell dret d'un tríptic en el qual l'ala esquerra mostra el seu marit presentat pel seu patró. La peça central s'especula que podria haver contingut una escena de la Mare de Déu amb el Nen.                                                                   |                                                                 |                                                                 |
| | Jesús carregant la Creu | Jesús carregant la Creu | | Pietà                                                           | Pietà                                                           |
| s. XV | Ploma i tinta marró sobre llapis negre sobre paper 23,6 x 19,9 cm | ? | Oli sobre taula 86,4 x 71,3 cm |                                                                 |                                                                 |
| Museum Boijmans Van Beuningen, Rotterdam | Museum Boijmans Van Beuningen, Rotterdam | Museu Mayer van den Bergh (Anvers) | Museu Mayer van den Bergh (Anvers) |                                                                 |                                                                 |
| Havia estat atribuït a Hieronymus Bosch. | Havia estat atribuït a Hieronymus Bosch. | És una passatge molt pintat en aquest període: el seu mestre Van der Weyden en va fer fins a quatre versions. La versió dels museu Reial de Belles Arts de Bèlgica (Brussel·les) inspira la composició d'aquesta obra, si bé Vrancke afegeix la figura de les Tres Maries al conjunt. | És una passatge molt pintat en aquest període: el seu mestre Van der Weyden en va fer fins a quatre versions. La versió dels museu Reial de Belles Arts de Bèlgica (Brussel·les) inspira la composició d'aquesta obra, si bé Vrancke afegeix la figura de les Tres Maries al conjunt. |                                                                 |                                                                 |
| | La flagel·lació | La flagel·lació | | La flagel·lació                                                 | La flagel·lació                                                 |
| ? | Oli sobre taula 99,1 x 68,1 cm | ? | Ploma i tinta marró sobre llapis negre sobre paper |                                                                 |                                                                 |
| Museu de Belles Arts de València | Museu de Belles Arts de València | Museum Boijmans Van Beuningen (Rotterdam) | Museum Boijmans Van Beuningen (Rotterdam) |                                                                 |                                                                 |
| Podria procedir del convent de Sant Doménec de València. Al Museum Boijmans Van Beuningen de Rotterdam hi ha un dibuix amb una composició del mateix autor que també es repeteix en una de les escenes que hi ha a les arquivoltes del Retaule de la Redempció. | Podria procedir del convent de Sant Doménec de València. Al Museum Boijmans Van Beuningen de Rotterdam hi ha un dibuix amb una composició del mateix autor que també es repeteix en una de les escenes que hi ha a les arquivoltes del Retaule de la Redempció. | Té una clara similitud amb un oli seu del mateix nom del Museu de Belles Arts de València; podria tractar-se d'un dibuix preparatori. | Té una clara similitud amb un oli seu del mateix nom del Museu de Belles Arts de València; podria tractar-se d'un dibuix preparatori. |                                                                 |                                                                 |
| | L'anunciació | L'anunciació | | L'aparició de Crist a Maria                                     | L'aparició de Crist a Maria                                     |
| ? | Oli sobre taula 163 x 93 cm | s. XV | Oli sobre taula 163 x 93 cm |                                                                 |                                                                 |
| Museu de Belles Arts de Dijon | Museu de Belles Arts de Dijon | Col·lecció particular | Col·lecció particular |                                                                 |                                                                 |
| Degut a les seves mides es va especular amb la possibilitat que formés un díptic amb L'aparició de Crist a Maria. (Imatge no lliure) | Degut a les seves mides es va especular amb la possibilitat que formés un díptic amb L'aparició de Crist a Maria. (Imatge no lliure) | Tot i no ser un passatge no recollit en els evangelis canònics, es tracta d'un tema recollit per altres autors en el segle xv. L'obra té una composició similar a la del panell dret del Tríptic de Miraflores del seu mestre, Van der Weyden. Altres obres contemporànies similars es troben a la National Gallery de Londres, d'un altre deixeble de Van der Weyden, i al Metropolitan de Nova York, del mestre de santa Úrsula. | Tot i no ser un passatge no recollit en els evangelis canònics, es tracta d'un tema recollit per altres autors en el segle xv. L'obra té una composició similar a la del panell dret del Tríptic de Miraflores del seu mestre, Van der Weyden. Altres obres contemporànies similars es troben a la National Gallery de Londres, d'un altre deixeble de Van der Weyden, i al Metropolitan de Nova York, del mestre de santa Úrsula. |                                                                 |                                                                 |
| | L'adoració dels mags | L'adoració dels mags | [[Fitxer:\|150px]] |                                                                 |                                                                 |
| ? | Oli sobre taula 80,6 x 51,8 cm | | [[Fitxer:\|150px]] |                                                                 |                                                                 |
| Col·lecció particular | | | [[Fitxer:\|150px]] |                                                                 |                                                                 |
| Porta la inscripció 'IV.LVIIK' (amb la K invertida) al darrere, a la part de baix a l'esquerra. | | | [[Fitxer:\|150px]] |                                                                 |                                                                 |

### Obra atribuïda

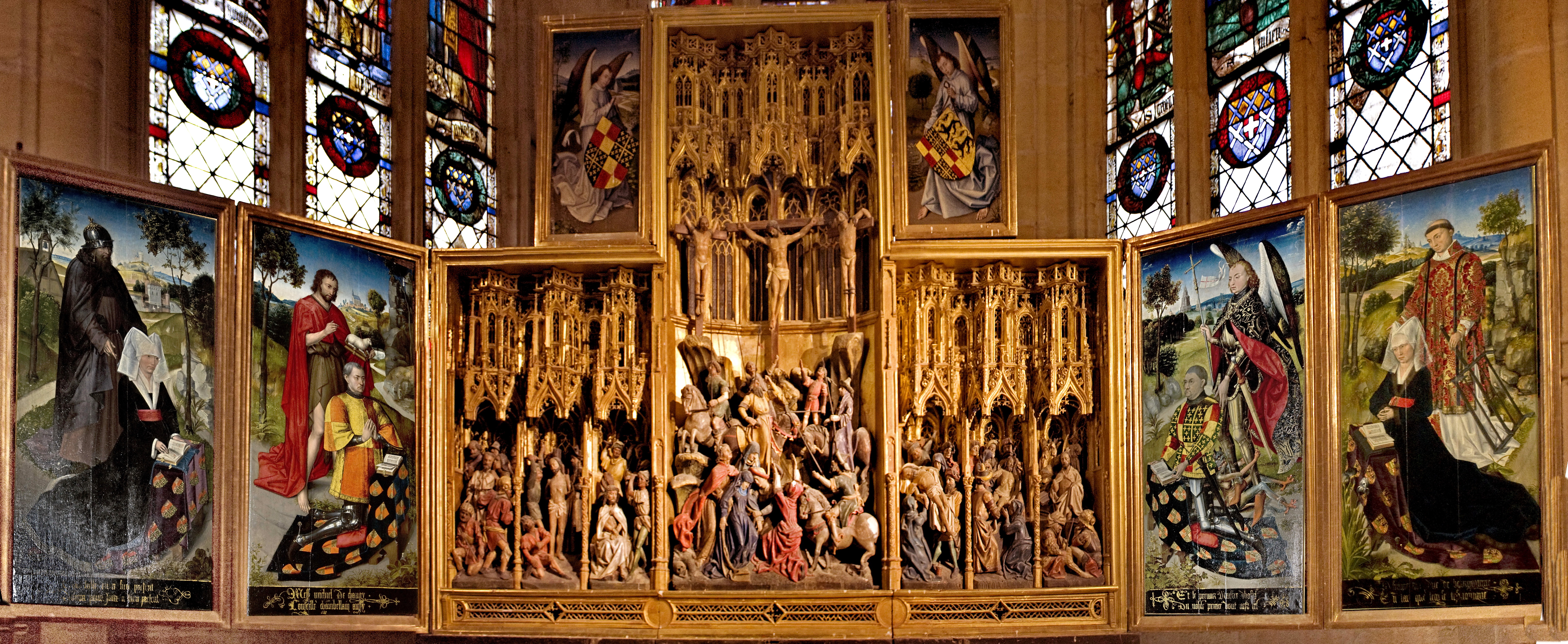
Retaule de la Passió del mestre d'Ambierle

L'església de Sant Martin a Ambierle (departament del Loira) compta amb un políptic mixt de talles policromades i taules a l'oli conegut com el Retaule de la Passió. El seu autor, desconegut, ha estat anomenat el mestre d'Ambierle i, posteriorment, ha estat atribuït indistintament al seu mestre, Roger van der Weyden i a Van der Stockt. L'obra va ser encarregada a la dècada de 1460 per Michel de Chaugy, un poderós membre de la cort dels ducs de Borgonya. Durant el mandat de Felip el Bo va ser agutzil a Mâcon, senyor de Chissey, cavaller, conseller, camarlenc i majordom primer del duc de Borgonya. Es va mantenir en aquests càrrecs i honors amb Carles el Temerari, i, quan a la mort d'aquest, el rei Lluís XI de França es va annexionar el ducat de Borgonya, ell es va mantenir com el seu assessor, camarlenc i segon cavaller assistent dels seus parlaments i al Consell de Borgonya.
És un retaule amb talles de fusta policromada i panells pintats a l'oli amb un total de 51 personatges. Al centre es representa el Calvari. A l'esquerra, el davallament de la Creu, l'enterrament de Jesús i la resurrecció. A la dreta, el bes de Judes, la coronació d'espines i la flagel·lació. Als extrems hi ha quatre ales a la part baixa i dues més petites a dalt. A les inferiors retraten a Michel de Chaugy i la seva dona Laurette Jaucourt; a Jehan de Chaugy, pare del donant, a Guillemette de Montagu i la seva esposa, acompanyats pels seus sants protectors. Les ales petites de la part alta mostren dos àngels que sostenen els escuts d'armes dels donants.
El políptic està pintat en ambdós costats. Quan està tancat, a la part baixa es veuen les imatges en grisalla de santa Catalina, santa Anna, santa Marta i sant Martí i, a la part alta, l'Anunciació.